# 磁力发电机

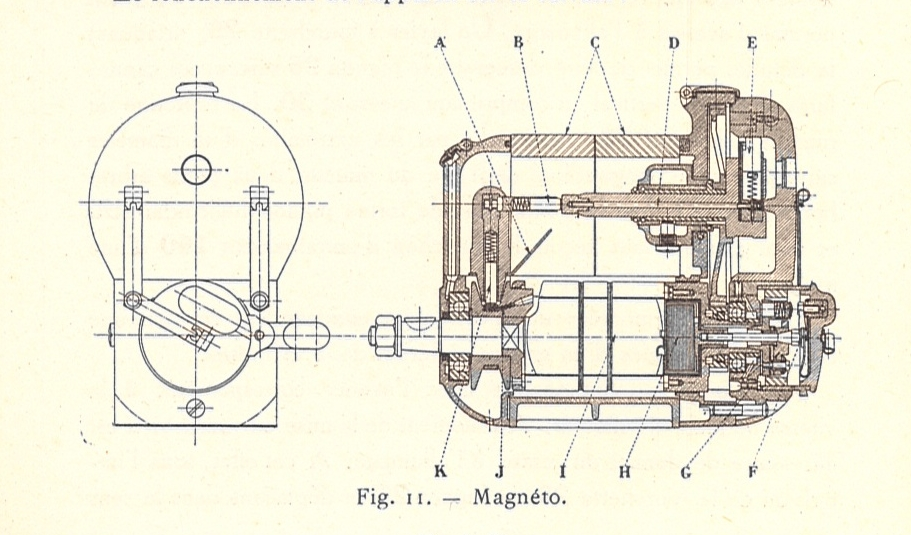
雷诺190HP磁力发电机

磁力发电机，是在汽油动力内燃机点火系统中，给火花塞提供高压电能脉冲的装置。一度用于所有的汽油动力汽车中，现在仅限用于割草机，电锯，和内燃型航空引擎中。

## 历史
第一个产生高压磁力发电机想法的人是Andre Boudeville（法国），但是他的设计中忽略了裝電池的容器；Frederick Simms和罗伯特·博世合作研制了第一个可用的高压磁力发电机。
磁力发电机在1899年被
Daimler Phönix汽车公司使用。随后被梅赛德斯-奔驰，Mors，Turcat-Mery, and Nesseldorf采用，并且不久就被大多数汽车采用在低压（电压被副线圈用来点燃火花塞）和高压（直接点燃火花塞，类似于线圈点火，由博世在1903年引入)磁发电集中直到1918年。

## 操作
被称为梭摆磁力发电机的类型，引擎驱动着金属丝线圈围绕着磁铁的两极转动。在感应磁力发电机中，磁铁旋转而线圈保持静止。
每一圈旋转，凸轮一次或多次地开启接触断路器（触点），中断产生在原线圈中产生电磁场的电流。当磁场消失，电压产生（如法拉第电磁感应定律中描述）在原线圈上。这些触点打开的时候，触点间距意味着原线圈上的电压将横跨在这些点上。在这些点上放置电容器用来镇定电弧，平稳原线圈上的电压，并控制原线圈上的电能消散率。
比原线圈多很多匝的副线圈，线绕在同一铁芯上以形成电变压器。副线圈和原线圈的缠绕圈数比例，被称为匝數比。在原线圈上的电压被一以此比例的放大到副线圈上。在原副线圈间的匝数比之所以被采用，是因为这样才能使得副线圈上的电压达到一个非常高值，从而足够弧跨与火花塞之间的间隔。

## 航空
因其无需电池或其他形式的能量，磁力发电机是一个小巧并可靠的自持点火系统，所以它现今依然被用于许多航空应用。
磁力发电装置的飞机引擎是典型的雙塞，就是每个气缸有两个火花塞，每个塞有有它单独的磁力发电系统。这样的安排为其中任一磁力发电机的损坏提供了替补。双火花在气缸中提供了双火焰前点。这两个火焰前点减少了完成燃料补充并点燃的所需时间，所以大多数的燃料在一个相对低的温度和压力下已经在燃烧中。随着一个单独的气缸中的燃烧压力升高，较低比例辛烷的混合燃料在远离初始火焰前点就可以在不可时刻引爆点燃气缸另一侧的另一个火焰前点。这样会引起引擎的振荡。因此，双火焰前点有助于减少任何给出的引擎和情况下，对辛烷的需求。这对于在约第二次世界大战期间研制的大多数的大口径飞机引擎非常重要。 
一些飞机引擎以及一些老式高级轿车都曾使用双塞系统和一套由磁力发电点火的火花塞，并且另一套连接到线圈，发电机，和电池电路。这有效的提高了发动机的效率，并未降低可信性。磁力发电机曾一度被认为较可靠的点火源，但存在固定的时间选择的缺陷。这意味着该时间选择必须是一个折衷的设定，而非对最低和最高RPM（每分钟的转速）的最佳时刻。另一方面，电池点火系统拥有一个先进的时间选择体统，可以根据引擎转速设定最佳的时间选择，提高输出动力和燃油利用率。随着电池点火系统的可靠性被提高，磁力发电装置退出了汽车应用的领域。
现代引擎有较小的燃烧室和较少振荡发生机率，因为现代引擎的设计致力于消除气缸中的热区域。这样的燃烧室由于其设计的形状和涡流输入，减少了对辛烷的需求。因此，它们不再需要双塞來减少对辛烷的需求。哈雷摩托车的引擎其单叉，冷却空气，并有个硕大的"古老的"燃烧室的设计，仍得益于双火花塞。对于大多数容量和燃油型的拉力赛车引擎也是同样，其引擎设计（大部分基于1960年代的克莱斯勒Hemi引擎）需要额外的火焰中心以使用大多数的在注入期射入的燃料。.

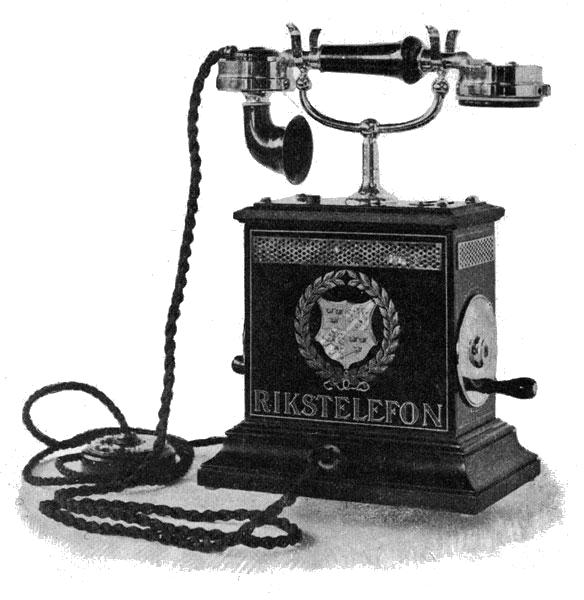
1896的电话，手摇磁发电柄在右侧（瑞典）

## 电话
许多早期手动的电话都有一个手曲柄“磁发电”装置来产生（相对）高压装换信号来使其他话机相同（部分）话线的铃响并呼叫接线员。这些曾通常被用于由人工操作的远程乡村线，由于其缺少“共用的电池”。电话设备曾是“本地的电池”，包含两个大的“六号”碳—锌干电池。

## 索引
1. ↑  Kohli, P.L. . Tata McGraw-Hill. 1993. ISBN 0074602160.
2. 1 2  Georgano, G.N. Cars: Early and Vintage, 1886-1930.（London: Grange-Universal, 1985）.